# 298e division d'infanterie
La  298e division d'infanterie (en allemand : 298. Infanterie-Division ou 298. ID) est une des divisions d'infanterie de l'armée allemande (Wehrmacht) durant la Seconde Guerre mondiale.

## Historique
La 298e division d'infanterie est formée le 6 février 1940 dans le Truppenübungsplatz (terrain de manœuvre) de Neuhammer dans le Wehrkreis VIII en tant qu'élément de la 8. Welle (8e vague de mobilisation).
Elle prend part aux opérations sur le Front de l'Ouest, avec la campagne de France et atteint le secteur d'Autun.
Puis, elle est transférée sur le Front de l'Est en juin 1941 pour l'opération Barbarossa avec l'Heeresgruppe Sud.
Elle subit de lourdes pertes en janvier 1943 en tant qu'élément de la 8e armée italienne lors de la grande contre-offensive soviétique sur le Don.
Au cours de sa retraite, elle subit encore de lourdes pertes.
Le 30 mars 1943, la division est dissoute et les éléments survivants, avec la 385. et 387. Infanterie-Division, renforcent et reforment une nouvelle 387. Infanterie-Division.

## Organisation

### Commandants
| Date                                | Grade                  | Commandant       |
| ----------------------------------- | ---------------------- | ---------------- |
| 6 février 1940 - 1er janvier 1942   | General der Infanterie | Walther Gräßner  |
| 1er janvier 1942 - 27 décembre 1942 | Generalleutnant        | Arnold Szelinski |
| 27 décembre 1942 - 20 mars 1943     | Generalmajor           | Herbert Michälis |

## Théâtres d'opérations
- Allemagne : Février 1940 - Juin 1940
- France :Juin 1940 - Juillet 1940
- Pologne : Juillet 1940 - Juin 1941
- Front de l'Est secteur Sud : Juin 1941 - Mars 1943

## Ordres de bataille
- Infanterie-Regiment 525
- Infanterie-Regiment 526
- Infanterie-Regiment 527
- Artillerie-Regiment 298
  - I. Abteilung
  - II. Abteilung
  - III. Abteilung
  - IV. Abteilung
- Pionier-Bataillon 298
- Aufklärungs-Abteilung 298
- Divisionseinheiten 298

## Décorations
Certains membres de cette division se sont fait décorer pour faits d'armes :
- Agrafe de la liste d'honneur
  - 6
- Croix allemande
  - en Or : 19
- Croix de chevalier de la Croix de fer
  - 7